# Chief Joseph

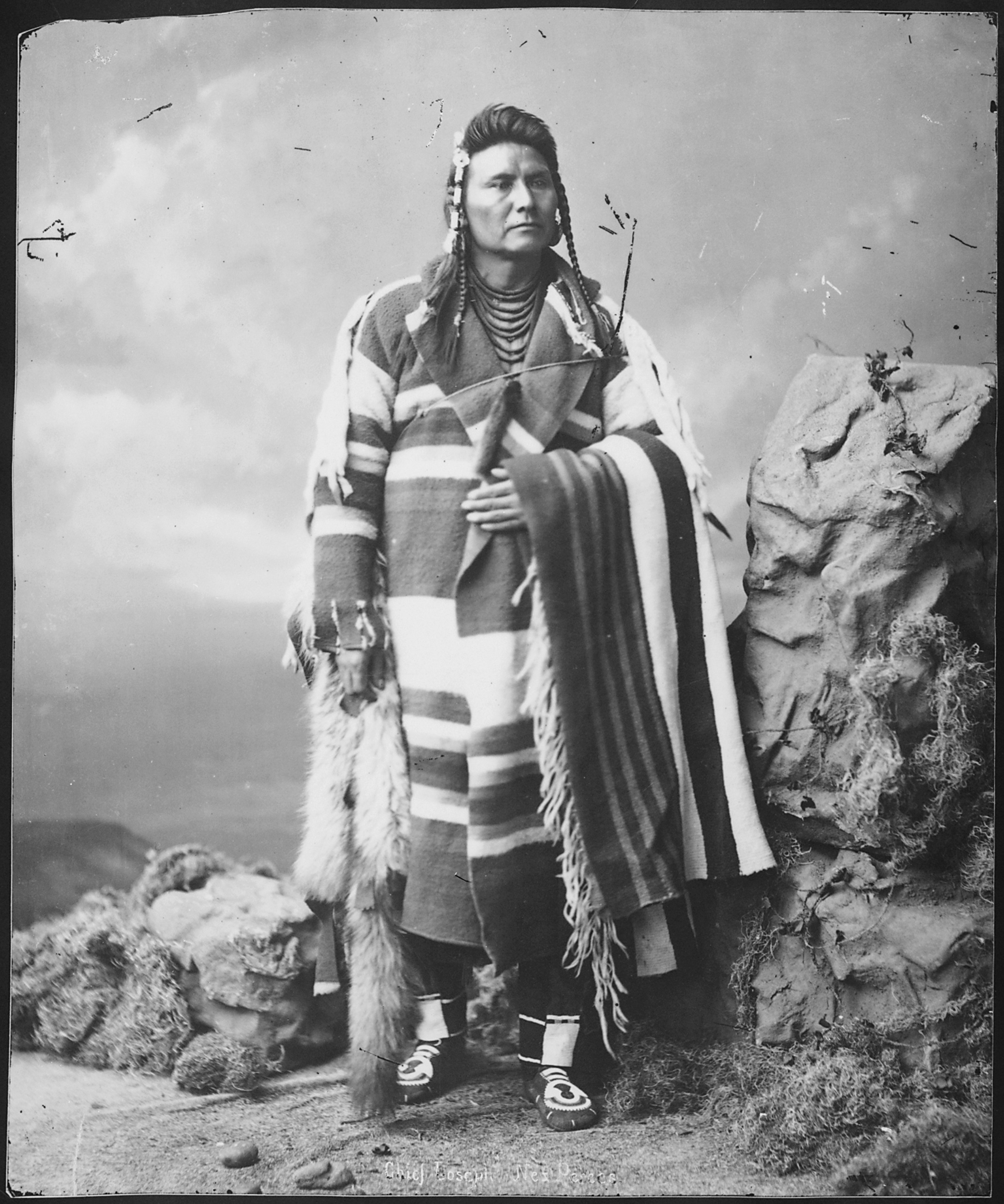
Chief Joseph (ca. 1871–ca. 1904)

Chief Joseph oder Hinmaton-Yalatkit (auch Hinmuuttu-yalatlat - „Donner-der-den-Berg-herunter-rollt“ oder Hinmatóoyalahtq'it - „Donner-der-zu-höheren-Gebieten-wandert“, * 3. März 1840; † 21. September 1904) war der Häuptling der Wal-lam-wat-kain (meist als Wallowa bezeichnet)-Gruppe der Nez-Percé-Indianer aus dem Wallowa-Flusstal im nordöstlichen Oregon. Er machte sich gegen Ende der Indianerkriege während des Nez-Percé-Krieges einen Namen als kluger Taktiker.
In seiner Jugend war er als Young Joseph bekannt, da sein Vater Ta-weet Tu-eka-kas („Oldest Grizzly“ - „Ältester Grizzly“, um 1785–1871) als einer der ersten Nez Percé unter dem gleichen Vornamen getauft worden war und daher oft als Old Chief Joseph (oder Joseph the Elder) bezeichnet wird.

## Lebensgeschichte
In der zweiten Hälfte des 19. Jahrhunderts drangen immer mehr weiße Siedler in den Lebensraum der Nez Percé ein. Die US-Regierung ließ die Nez Percé umsiedeln und ihr fruchtbares Gebiet für die Besiedelung durch die Weißen freigeben.
Chief Joseph war weder ein Oberhäuptling, noch hatte er den Rang eines Kriegshäuptlings. Neben ihm gab es zum Zeitpunkt der bevorstehenden Umsiedlung 1877 noch andere Häuptlinge im Tal: vor allem den Häuptling der Lamátta-Gruppe der Nez Percé White Bird (Peo-peo-hix-hiix - „Weißer Vogel“, auch bekannt als White Pelican - „Weißer Pelikan“, † 1892), den Schamanen Tulhulhulsote und den Häuptling Looking Glass (Allalimya Takanin - „Jener, der durchs Fernglas schaut“, * um 1832, † 1877), der Kriegshäuptling und Führer der Asotin-Gruppe der Nez Percé war, sowie die Kriegshäuptlinge Chuslum Moxmox („Yellow Bull“ - „Gelber Bulle“), Koolkool Snehee („Red Owl“ - „Rote Eule“), Wahchumyus („Rainbow“ - „Regenbogen“) und Pahkatos Owyeen („Five Wounds“ - „Fünf Wunden“). Insgesamt waren dies rund 1000 Stammesmitglieder mit über 200 Kriegern. Über Krieg und Frieden bestimmten die bewährten Krieger. Das Machtgefüge der Indianergruppe war so kompliziert wie die US-amerikanische Bürokratie, die sich seit Ende 1872 mit ihrer Umsiedlungsfrage beschäftigte.
Die Nez Percé wehrten sich gegen die geplante Umsiedlung und wollten unter Josephs Leitung nach Kanada fliehen. Am 6. Juni 1877 brachen sie auf. Unterwegs kam es immer wieder zu Kämpfen mit US-Truppen, die der US-Armee mehrere Niederlagen einbrachten. Die Flucht zog sich über vier Monate und 2400 Kilometer quer durch die Bundesstaaten Oregon, Wyoming, Idaho und Montana hin, brachte 123 Soldaten und 55 Zivilisten den Tod und kostete die Armee damals 931.329 Dollar. Zivile Schäden und Verwundete wurden nicht eingerechnet. Die Nez Percé zählten etwa 100–120 Tote, darunter Josephs Bruder Ollokot, Toolhoolhoolzote und Looking Glass.
Erst ein bis zwei Tagesritte (40 Meilen) vor der kanadischen Grenze kapitulierte Chief Joseph am 5. Oktober 1877 in den Bear Paw Mountains vor General Oliver Otis Howard und Oberst Miles, da seine Leute nur unter Zurücklassung der Verwundeten, alten Frauen und Kinder hätten fliehen können. Etwa 430 Nez Percé gingen in Gefangenschaft. Etwa 50 Leute entkamen in der Nacht vor der Kapitulation nach Kanada, vor allem White Bird, der Chief Josephs Verhalten ablehnte. Insgesamt fanden etwa 200 Nez Percé bei der Lakota-Gruppe von Sitting Bull im kanadischen Exil Zuflucht.

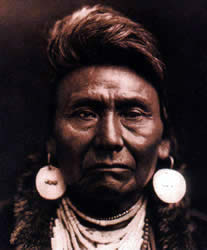
Chief Joseph (1903)

In den folgenden Jahren kam es zu mehreren behördlichen Teilungen der Gruppe und zur Zusammenführung mit den aus Kanada zurückkehrenden Nez Percé. Vor allem kostete die Ansiedlung im Indianerterritorium von Oklahoma 1878/79 etwa 130 Leben (Malaria), obwohl Chief Josephs Gruppe dort im vorteilhaftesten Landstrich angesiedelt wurde. Chief Joseph trat nun in Verhandlungen, um eine Rückkehr in den Norden zu bewirken, so zum Beispiel 1879 vor dem Kongress. Er erreichte nichts. Erst 1885 wurde ein Teil der Nez Percé an den Columbia-Fluss in Idaho verlegt, der andere Teil nach Colville in Washington. Dort starb Chief Joseph am 21. September 1904; gemäß seinem Arzt an gebrochenem Herzen.
Der Häuptling wurde übereinstimmend als Mann von gutem Benehmen beschrieben, als aufgeschlossen und intelligent. Für indianische Verhältnisse galt er nicht als überragender Krieger und ließ daher Looking Glass, Toolhoolhoolzote, Ollokot und anderen den Vortritt. Er taktierte so oft es ging und wird daher als „indianischer Napoleon“ charakterisiert.

## Zitate
Seit dem 30. September 1877 wurden die Nez Percé in den Bear Paw Mountains in Montana nahe der kanadischen Grenze von der US-Kavallerie unter General Howard belagert. In aussichtsloser Lage sandte Chief Joseph am Morgen des 5. Oktober 1877 dem General folgende Nachricht:

“Tell General Howard I know his heart. What he told me before I have in my heart. I am tired of fighting. Our chiefs are killed. Looking Glass is dead. Too-hul-hul-sute is dead. The old men are all dead. It is the young men who say yes or no. He who once led them is dead. It is cold and we have no blankets.
The little children are freezing to death. My people, some of them, have run away to the hills, and have no blankets, no food; no one knows where they are – perhaps freezing to death. I want to have time to look for my children and see how many of them I can find. Maybe I shall find them among the dead. Hear me, my chiefs. I am tired; my heart is sick and sad. From where the sun now stands I will fight no more forever.”

„Sagt General Howard, ich weiß, was ihn bewegt. Was er mir bereits gesagt hat, habe ich in meinem Herzen. Ich bin des Kämpfens müde. Unsere Häuptlinge wurden getötet. Looking Glass ist tot. Too-hul-hul-sute ist tot. Die Alten sind alle tot. Die jungen Männer haben nun das Sagen. Jener, der sie einst führte, ist tot. Es ist kalt, und wir haben keine Decken.
Die kleinen Kinder erfrieren. Einige meines Volkes sind weggelaufen in die Berge. Sie haben keine Decken und nichts zu essen. Niemand weiß, wo sie sind – vielleicht erfrieren sie gerade. Ich will Zeit, um nach meinen Kindern suchen zu können und um zu sehen, wie viele von ihnen ich noch finden kann. Vielleicht finde ich sie unter den Toten. Hört mich, meine Häuptlinge! Ich bin müde. Mein Herz ist krank und traurig. Vom jetzigen Stand der Sonne an werde ich nie mehr kämpfen.“

Chief Joseph übermittelte seine Botschaft durch Captain John (Jokais), einen Dolmetscher der Nez Percé. Ein Army-Angehöriger übersetzte sie ins Englische. Lieutenant Charles E.S. Wood schrieb sie auf und veröffentlichte sie am 17. November im Nachrichtenmagazin Harper’s Weekly. Als surrender speech wurde die Nachricht populär.

„Wenn der weiße Mann in Frieden mit den Indianern leben will, so kann er das. Gebt allen Menschen das gleiche Gesetz. Gebt allen Menschen die Möglichkeit, zu leben und sich zu entwickeln. Alle Menschen wurden vom großen Geist erschaffen und alle sind Brüder. Heinmot Toojalaket“

## Sonstiges
Die Chief-Joseph-Talsperre ist nach ihm benannt. Im Film Ich kämpfe niemals wieder wurde Joseph von Ned Romero verkörpert.

## Musik
Die Gruppe Rednex hat Teile des Zitats in ihrem Lied The Spirit of the Hawk verwendet.
Das Techno-Trance-Projekt Peyote (Jam El Mar und DJ Dag, beide besser bekannt für das Duo Dance 2 Trance) nutzte das Zitat 1991 für seinen Club-Erfolg "I will fight no more forever".